# Reichsarchiv

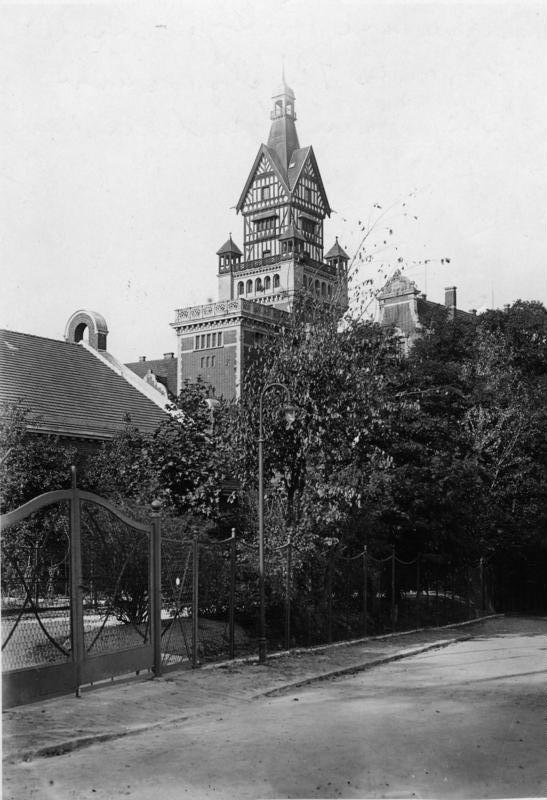
Das Reichsarchiv Potsdam auf dem Brauhausberg (1929)

Das Reichsarchiv in Potsdam diente von 1919 bis 1945 als zentrales Archiv für alle Akten des Deutschen Reiches.

## Aufgaben
Zu den Aufgaben des Archivs gehörte das Sammeln und Katalogisieren sämtlicher Akten des Deutschen Reiches seit 1871, besonders der Akten des Ersten Weltkrieges. Darüber hinaus sollte es Benutzern Auskünfte erteilen und eine Erforschung der Reichsgeschichte – besonders der Geschichte des Weltkrieges – ermöglichen.

## Organisation und Personal
Das Reichsarchiv war als selbstständige Reichsbehörde dem Reichsministerium des Innern unterstellt. Seiner Aufgabenstellung entsprechend war es in eine Forschungs- und eine Archivabteilung gegliedert. Die ersten wissenschaftlichen Mitarbeiter – ca. 100 – waren am 1. April 1920 aus dem Offizierskorps rekrutiert worden. Ausgebildete Archivwissenschaftler und Historiker wurden danach erst allmählich eingestellt. Erster Präsident des Reichsarchivs wurde Generalmajor Hermann Ritter Mertz von Quirnheim. Von 1931 bis 1935 folgte als Präsident Generalmajor a. D. Hans von Haeften, von 1936 bis 1945 Ernst Zipfel als Direktor des Reichsarchivs.

## Geschichte
Aufgrund des Art. 160 des Versailler Vertrages musste der Große Generalstab aufgelöst werden. Generalmajor Hans von Seeckt schlug der Reichsregierung in einer Denkschrift vom 12. Juli 1919 die Umwandlung der kriegsgeschichtlichen Abteilungen des Großen Generalstabs in ein Reichsarchiv vor. Das Reichsarchiv wurde per Kabinettsbeschluss vom September 1919 begründet. Untergebracht wurde es auf dem Potsdamer Brauhausberg im Gebäude der Kriegsschule. In den 1930er Jahren wurde die Forschungsabteilung als „Forschungsanstalt für Kriegs- und Heeresgeschichte“ dem Reichswehrministerium unterstellt. Die Filmbestände des Archivs wurden 1935 ins neu gegründete Reichsfilmarchiv ausgelagert.
Eine Zäsur ergab sich 1936 aus der Überführung der militärischen Akten in das neu gegründete Heeresarchiv Potsdam, das unter der Leitung von Friedrich von Rabenau aufgebaut wurde. Damit erlitt das Reichsarchiv nach dem Urteil des Historikers Demeter einen gewaltigen Substanzverlust. Haeftens Nachfolger als Archivleiter erhielt nur die Amtsbezeichnung Direktor des Reichsarchivs.
Mit ihrem  Luftangriff auf Potsdam vernichtete die Royal Air Force am 14. April 1945 fast alle nicht ausgelagerten Akten der Preußischen Armee. Nachfolger des Reichsarchivs wurde nach dem Ende des Zweiten Weltkrieges das Bundesarchiv Koblenz. Die verbliebenen Akten gingen in das Militärarchiv Potsdam ein und wurden nach der Deutschen Wiedervereinigung 1990 Bestandteil des Bundesarchivs-Militärarchiv.
Ebenfalls gingen Akten nach Wien, denn während des Zweiten Weltkriegs war das Kriegsarchiv als Heeresarchiv Wien ein Teil der deutschen Heeresarchivorganisation unter dem Oberkommando der Wehrmacht. Nach beträchtlichen Verlusten infolge des Krieges wurde das Kriegsarchiv 1945 zu einer Abteilung des neu geschaffenen Österreichischen Staatsarchivs. In den Jahren 1991–1993 übersiedelte das seit 1905 in der Stiftskaserne im 7. Wiener Gemeindebezirk untergebrachte Kriegsarchiv in das Zentralarchivgebäude in Wien III.
Parallel zum Heeresarchiv bestand das Marinearchiv, das institutionell zur Reichsmarine und später zur Kriegsmarine gehörte. Im Gegensatz zum Heeresarchiv überlebte ein Großteil von dessen Akten aufgrund frühzeitiger Auslagerung und befindet sich – nach diversen Irrwegen – heute im Bestand des Bundesarchiv-Militärarchivs in Freiburg im Breisgau.